# ジャン・パピノー＝クーチュア
ジャン・パピノー＝クーチュア（Jean Papineau-Couture、1916年11月12日 - 2000年8月11日）は、カナダの作曲家。

## 人物
モントリオール出身。祖父も作曲家兼指揮者だった。幼いころよりピアノを学び、1937年にジャン・ド・ブレブフ大学で芸術学士号を取得した。その後1941年までボストンのニューイングランド音楽院で学んだ。さらにケンブリッジのロンギー音楽院でナディア・ブーランジェに師事した。
1946年にケベック州に戻った後は、1962年までモントリオール音楽院の教員を務めた。同時にモントリオール大学の音楽学部でも教壇に立ち、1967年には副学部長、1968年から1973年まで学部長を務めた。
1993年にカナダ勲章を受章。
作品には交響曲、管弦楽曲、4つのピース・コンチェルタンテ、ピアノ曲などがある。